# Zbór Kościoła Zielonoświątkowego w Poznaniu
Zbór Kościoła Zielonoświątkowego w Poznaniu – zbór Kościoła Zielonoświątkowego w RP znajdujący się w Poznaniu, przy ulicy Przemysłowej 48a.
Nabożeństwa odbywają się w niedzielę o godzinie 16:00.